# Peter Baartmans
Peter Baartmans (* 13. Februar 1960 in Steenbergen; † 12. April 2024) war ein niederländischer Pianist und Keyboarder.
Baartmans studierte die Fächer Kirchenorgel und Klavier am Fontys Conservatorium in Tilburg (Niederlande). Seit 1976 wirkte Baartmans bei verschiedenen Big-Bands, Pop-Gruppen und Jazz-Bands mit, was ihm dabei half, seinen eigenen Musikstil zu kreieren.
Für die Firma Yamaha, mit der Baartmans freiberuflich zusammenarbeitete, führte er in Musikhäusern Pianos und Keyboards vor. Er veranstaltete auch weltweit Konzert- und Klavierabende, teilweise mit eigenen Kompositionen.

## Leben
Peter Baartmans begann bereits im Alter von 6 Jahren Musik zu machen. 1969 studierte er Klavier und Kirchenorgel, während er die Musikschule in Bergen op Zoom in den Niederlanden besuchte. 1978 setzte er sein Studium am Konservatorium von Tilburg fort. Während dieser Zeit begann er mit verschiedenen Gruppen aufzutreten, von Jazz-Bigbands bis hin zu lokalen Popkünstlern.
1980 nahm er am „Yamaha Electone Festival“ teil und gewann das nationale und europäische Finale.
Anschließend arbeitete er 1981 für Yamaha Musical Instruments als Electone-Demonstrator in Holland. Durch sein musikalisches Talent erhielt er von Yamaha weltweite Auftritte.
Peter Baartmans war auch ein produktiver Komponist und Aufnahmekünstler. Er hat 13 Alben mit seinen Originalkompositionen und seinen eigenen Arrangements beliebter Melodien produziert.
„Klavierspielen ist so einfach – man muss nur die richtige Taste drücken und sie dann wieder loslassen!“
Seine Musik, eine Mischung aus Klassik, Jazz, Pop und modernen Stücken von hoher Qualität, wurde zu seinem Markenzeichen.
Musik machen war ein fester Bestandteil seines Lebens. Peter Baartmans sagte weiterhin: „Musik ist nicht nur mein Beruf, Musik ist meine Leidenschaft.“

## Diskografie
- "The Time Of My Life" (1991)
- "On Broadway" (1992)
- "The New Sound of Christmas" (1992)
- "Just Music"
- "Magic Touch"
- "A Part Of My Life" (2005)